# Sciuro-hypnum glaciale
Sciuro-hypnum glaciale (Synonym Brachythecium glaciale Schimp.) ist eine Laubmoos-Art aus der Familie Brachytheciaceae. Deutsche Namen sind Gletscher-Schweifchenastmoos oder Gletscher-Neuhaarblattmoos.

## Merkmale
Die mittelgroßen Pflanzen bilden hingestreckte, lockere, gelbgrüne bis graugrüne Rasen. Die kriechenden Stämmchen sind unregelmäßig verzweigt, die Äste bis um 8 Millimeter lang. Stämmchen und Äste sind dicht dachziegelartig und drehrund beblättert. Die Stämmchenblätter sind bis etwa 1,5, maximal 1,8 Millimeter lang, oval-dreieckig, die breiteste Stelle bei 1/7 bis 1/5 der Blattlänge, dünn zugespitzt, schwach faltig, am Stämmchen kurz herablaufend. Die Blattränder sind gezähnelt und am Blattgrund zurückgeschlagen, die Blattrippe endet oberhalb der Blattmitte. Die Zellen der Blattmitte sind verlängert, 30 bis 70 Mikrometer lang und 6 bis 11 Mikrometer breit, die der Blattflügel quadratisch bis kurz rechteckig, etwa 10 mal 15 Mikrometer groß. Astblätter sind schmäler und ihre Ränder stärker gesägt.
Das Moos ist autözisch (Antheridien und Archegonien an verschiedenen Ästen an derselben Pflanze). Sporophyten sind sehr selten; die Seta ist warzig rau, die Kapsel waagrecht und hochrückig, der Deckel kegelig und kurz bespitzt.

## Standortansprüche und Verbreitung
Sciuro-hypnum glaciale wächst in offenen, kalten Lebensräumen auf lange mit Schnee bedeckten Stellen wie auf Gletschermoränen, in Schneegruben und an ähnlichen Standorten, vorwiegend auf silikatischem Substrat. Die Art ist lokal auf der nördlichen Halbkugel verbreitet. In den Alpen kommt sie besonders in den zentralen Teilen vor, hier ist sie in alpinen bis nivalen Höhenlagen zerstreut bis häufig.